# Henri Arondel
Ne doit pas être confondu avec Henri Rondel.
Henri Joseph Charles Arondel, né à Saint-Malo le 13 juin 1827 et mort dans la même ville le 10 avril 1900, est un peintre français. 
Il a été conseiller municipal de sa ville natale.

## Biographie
Henri Arondel est né à Saint-Malo le 13 juin 1827, d’un père cordonnier et d’une mère couturière, premier d’une famille de six enfants. Son parcours professionnel est varié. Bottier jusqu'après 1870, conseiller municipal de 1881 à sa mort, artiste peintre dès avant 1864, puis professeur de dessin peu avant 1894, il exercera toutes ces fonctions dans sa ville natale.
Il siège à la commission des beaux-arts de la Ville de Saint-Malo, laquelle veille aux acquisitions artistiques de la commune pendant son mandat électoral. Cette commission se portera acquéreur de plusieurs de ses toiles.
En 1891, un de ses fils épouse la fille de Paul Guibé (1841-1922)[réf. nécessaire], un autre artiste breton. 
Père d'une famille de six enfants et doyen du conseil municipal, il meurt le 10 avril 1900. Le maire de l’époque, Charles Jouanjan, lui dédiera un hommage funèbre vantant « la loyauté de son caractère, son talent justement apprécié » et le fait qu’il soit un « républicain sincère » et « un patriote ardent ». Ses obsèques ont été suivies « d’un immense cortège ».

### Carrière artistique

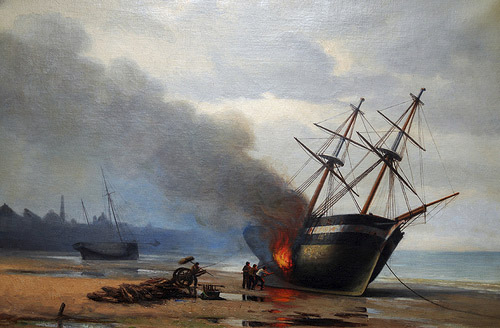
Attribué à Henri Arondel, Calfatage d'un navire (vers 1880), huile sur toile, localisation inconnue, œuvre non sourcée.

Peintre autodidacte, Henri Arondel peint des paysages aux ciels romantiques. On lui connaît quelques portraits de membres de sa famille[réf. nécessaire] et au moins un autoportrait lui est attribué. Il produira également une série de natures mortes[réf. nécessaire].
En 1864, une délibérations de la commission des beaux-arts de Saint-Malo mentionne que « M. Arondel, maître cordonnier à Saint-Malo, a toutes les aspirations d'un véritable artiste, et en a aussi le talent. […] M. Arondel, au lieu d'employer en amusements futiles, en folles dissipations les journées de repos que lui laissent les travaux ordinaires, parcoure [sic] les campagnes, son chevalet sur le dos, s'arrête devant chaque point de vue qui le frappe et rapporte chez lui le fruit de ses études. Le tableau que nous vous proposons d'acheter représente une vue de l'étang de Marville. » Ce tableau, acquis par la Ville, a été détruit en 1944 lors des bombardements de la libération.

## Œuvres dans les collections publiques
- Saint-Malo, musée d’Histoire de la Ville et du Pays Malouin :
  - Voiliers dans la baie près du Phare du Jardin, 1868, huile sur toile ;
  - La Tour Solidor, pastel ;
  - La Prise du château par les Malouins en 1590, œuvre détruite en 1944 ;
  - L’Étang de Marville, œuvre détruite en 1944.